# Estadio Municipal Arsénio Ramos
El Estadio Municipal Arsénio Ramos es un recinto deportivo propiedad de la cámara municipal de Boavista, situado junto al barrio Boa Esperança en la localidad de Sal Rei de la isla de Boavista, Cabo Verde.
Fue inaugurado con un torneo triangular de fútbol entre las selecciones de fútbol de la isla de Boavista, Sal y São Vicente. En este estadio se juegan todos los partidos del campeonato de fútbol de la isla al no existir ningún otro recinto deportivo de césped artificial.